# Handelia
Handelia là một chi thực vật có hoa trong họ Cúc (Asteraceae).

## Loài
Chi Handelia gồm các loài: